# Hyalopeploides
Hyalopeploides is een geslacht van wantsen uit de familie van de Miridae (Blindwantsen). Het geslacht werd voor het eerst wetenschappelijk beschreven door Bertil Robert Poppius in 1912.

## Soorten
Het genus bevat de volgende soorten:

- Hyalopeploides alienus Carvalho & Gross, 1979
- Hyalopeploides australiensis Carvalho & Gross, 1979
- Hyalopeploides borneensis Carvalho & Gross, 1979
- Hyalopeploides cyanescens Poppius, 1912
- Hyalopeploides fasciatus Carvalho & Gross, 1979
- Hyalopeploides maculatus Carvalho & Gross, 1979
- Hyalopeploides neoguineanus Carvalho & Gross, 1979
- Hyalopeploides ochraeus Carvalho & Gross, 1979
- Hyalopeploides queenslandensis Carvalho & Gross, 1979
- Hyalopeploides rubriniscus Carvalho & Gross, 1979
- Hyalopeploides rubrinoides Carvalho & Gross, 1979
- Hyalopeploides similaris Carvalho & Gross, 1979
- Hyalopeploides trinotatus Carvalho & Gross, 1979